# Михајени (Сату Маре)
Михајени (рум. Mihăieni) насеље је у Румунији у округу Сату Маре у општини Акаш. Oпштина се налази на надморској висини од 130 m.

## Становништво
Према подацима из 2002. године у насељу је живело 466 становника.

### Попис2002.
| Расподела становништва по националности 2002.‍ | Расподела становништва по националности 2002.‍ | Расподела становништва по националности 2002.‍ | Расподела становништва по националности 2002.‍ | Расподела становништва по националности 2002.‍ |
| --------------------------------------------- | --------------------------------------------- | --------------------------------------------- | --------------------------------------------- | --------------------------------------------- |
|                                               |                                               |                                               |                                               |                                               |
| Румуни                                        | Румуни                                        |                                               | 33                                            | 7,1%                                          |
| Мађари                                        | Мађари                                        |                                               | 362                                           | 78,0%                                         |
| Роми                                          | Роми                                          |                                               | 69                                            | 14,9%                                         |